# Coray
Coray é uma comuna francesa na região administrativa da Bretanha, no departamento Finisterra. Estende-se por uma área de 31,21 km². Em 2010 a comuna tinha 1 924 habitantes (densidade: 61,6 hab./km²).